# Хамит Алтънтоп
Хамит Алтънтоп (на турски: Hamit Altıntop) е бивш турски футболист роден на 8 декември 1982 г. в Гелзенкирхен, Германия. 
Той е универсален полузащитник като може да играе на двата фланга и да действа като дефанзивен или атакуващ полузащитник. Той е брат близнак на играча от Трабзонспор Халил Алтънтоп.